# USS LST-462
O USS LST-462 foi um navio de guerra norte-americano da classe LST que operou durante a Segunda Guerra Mundial.